# Theodor Milczewski
Theodor Milczewski (ur. 22 sierpnia 1827 w Gdańsku, zm. 28 października 1901 we Wrocławiu) – niemiecki architekt, działający we Wrocławiu.

## Życiorys
Kształcił się w latach 1849-53 w Berlinie. Od 1856 pełnił funkcję budowniczego krajowego, a od 1860 krajowego inspektora budowlanego. W 1865 zrezygnował ze służby państwowej. 
Zaprojektował neorenesansowy hotel Galisch (późniejsza nazwa Residenz) przy ul. Świdnickiej we Wrocławiu zbudowany w 1861 i zburzony w 1929 w celu zrobienia miejsca pod gmach domu towarowego Wertheim (dziś Renoma). Zachowanym jego dziełem jest budynek Instytutu Farmacji Uniwersytetu Wrocławskiego i Muzeum Mineralogicznego przy ul. Szewskiej 38/39 (dziś Instytut Farmacji Akademii Medycznej).
inne projekty: 
- projekt przebudowy empory w kościele św. św. Stanisława Wacława i Doroty we Wrocławiu (1859)
- projekt przebudowy szklarni w Ogrodzie Botanicznym (1862)
- projekt pałacu w Segedynie na Węgrzech (1869).

## Literatura
- Iwona Bińkowska, Marzena Smolak: Nieznany portret miasta. Muzeum Historyczne we Wrocławiu, Biblioteka Uniwersytecka we Wrocławiu., 1997. Brak numerów stron w książce
- Rafał Eysymontt, Jerzy Ilkosz, Agnieszka Tomaszewicz, Jadwiga Urbanik (red.): Leksykon architektury Wrocławia. Wrocław: Via Nova, 2011, s. 1003.
- Technische Universität Berlin. Architekturmuseum: Theodor Milczewski: Projekte. [dostęp 2010-10-22]. (niem.).